# Marco Vicini
Marco Vicini (Ancona, 31 marzo 1974) è un pallavolista italiano.

## Carriera
È cresciuto nel Gonzaga Milano come centrale; esordì in Serie A1 nella stagione 1992-93, anno in cui la squadra meneghina, sponsorizzata Misura, conquistò la Coppa delle Coppe; vestì successivamente le maglie di Olio Venturi Spoleto, Colmark Brescia, Lamas Castellana Grotte e Sira Cucine Falconara. Con i lombardi ottenne una promozione in A1 al termine della stagione 1995-96, con i marchigiani vinse la Coppa Italia di A2 e i play-off per la promozione in massima serie nel 1997-98.
Tornò titolare in A1 nel 1998-99 con l'Iveco Palermo; fu con la squadra siciliana allenata da Raúl Lozano e vincitrice della Coppa CEV nel 1999, che venne schierato per la prima volta nel ruolo di libero, che mantenne anche nelle successive tappe della sua carriera, Montichiari, Padova, Taranto (con cui ottenne la promozione in A1 del 2005-06) e nuovamente Milano, con la Sparkling 2007-08. Ingaggiato dalla Framasil Pineto, esordiente in A1, per la stagione 2008-09 tornò al termine dell'annata a Castellana Grotte, in A2, con la New Mater Volley.